# Wilhelm Hornbostel
Wilhelm Hornbostel (* 1943 in Ratzeburg) ist ein deutscher Klassischer Archäologe. 
Hornbostel studierte Klassische Archäologie, Klassische Philologie, Alte Geschichte und Kunstgeschichte an den Universitäten Köln, Bonn und Marburg. 1967 wurde er in Marburg mit einer Dissertation zur Ikonographie des Gottes Sarapis promoviert. Anschließend war er Assistent an den Universitäten Hamburg und Gießen. 1973 wurde er Leiter der Antikensammlung des Museums für Kunst und Gewerbe in Hamburg, das er von 1988 bis zu seiner Pensionierung (2008) als Direktor leitete.
Hornbostel war bis 2019 Vorsitzender des Vereins „Freunde der Preußischen Schlösser und Gärten“, der die Stiftung Preußische Schlösser und Gärten Berlin-Brandenburg unterstützt. Er ist zudem Vorstandsmitglied der Stiftung Ohm in Hamburg. Für die Kunst- und Antiquitätenshow Lieb & Teuer des NDR wirkte er von 2001 bis 2021 als Experte.

## Veröffentlichungen (Auswahl)
- Sarapis. Studien zur Überlieferungsgeschichte, den Erscheinungsformen und Wandlungen der Gestalt eines Gottes (= Études préliminaires aux religions orientales dans l’Empire romain. Bd. 32). Brill, Leiden 1973, ISBN 90-04-03654-7 (überarbeitete Dissertation, Universität Marburg, 1967).